# Duck Hunt
Duck Hunt – gra komputerowa z gatunku strzelanek stworzona przez Intelligent Systems i wydana przez Nintendo w kwietniu 1984 na platformie Nintendo Entertainment System.

## Rozgrywka
Mechanika gry jest bardzo prosta, gracz za pomocą Zappera musi zestrzelić wylatujące z wysokich krzewów kaczki. Na każdym poziomie pojawia się dziesięć kaczek, które wylatują pojedynczo (lub w parach w przypadku trybu gry Game B). Jeżeli gracz nie zestrzeli wystarczającej liczby, przegrywa, jeśli natomiast upoluje odpowiednią liczbę, przechodzi na kolejny poziom. Czym wyższy poziom, tym szybciej poruszają się kaczki, zatem teoretycznie gra posiada nieskończoną liczbę poziomów, jednak na poziomie 100 pojawia się błąd uniemożliwiający dalszą grę. Ponadto możliwe jest podpięcie standardowego kontrolera NES w celu kontrolowania kaczek przez drugiego gracza.

### Tryby gry
Gra mimo swojej prostoty posiada aż trzy tryby gry, które różnią się od siebie zasadami rozgrywki:
- Game A (1 Duck) – najbardziej klasyczny tryb gry, kaczki wylatują pojedynczo, gracz ma trzy strzały na zestrzelenie każdej z nich
- Game B (2 Ducks) – trudniejszy od klasycznego trybu gry, kaczki w tym trybie wylatują w parach, gracz ma trzy strzały na zestrzelenie obu kaczek.
- Game C (Clay Shooting) – tryb znacznie różniący się wizualnie od poprzednich, zamiast kaczek gracz strzela do latających dysków, dyski wylatują w parach, gracz ma trzy strzały na zestrzelenie obu dysków. Dyski poruszają się szybciej niż kaczki i stopniowo oddalają się od gracza, sprawia to, że ten tryb gry jest najtrudniejszy.

## Odbiór gry
Gra została dobrze odebrana przez graczy, wśród fanów oceny gry oscylują powyżej średniej, obok Hogan’s Alley i Wild Gunman jest to najpopularniejsza gra wykorzystująca Zappera do sterowania. W spopularyzowaniu gry, zwłaszcza na zachodzie, pomogło także wydanie na jednym kartridżu z grą Super Mario Bros. w składance 2-in-1 Super Mario Bros. / Duck Hunt, która cieszyła się dużą popularnością.